# 傑克遜大道車站 (IRT白原路線)
傑克遜大道車站（英語：Jackson Avenue station）是紐約地鐵IRT白原路線一個慢車地鐵站，位於布朗克斯梅爾羅斯傑克遜大道及威斯徹斯特大道交界，設有2號線（任何時候停站）與5號線（任何時候停站（除繁忙時段的尖峰方向外））列車服務。

## 車站結構
| 月台層 | 側式月台 | 側式月台 |
| 月台層 | 北行慢車 | ← 往威克菲爾德-241街 (展望大道) ← 往伊斯徹斯特-代里大道 (展望大道)                                                                                    |
| 月台層 | 尖峰快車 | ← 黃昏繁忙時段不停靠 ← 早上繁忙時段不停靠 → |
| 月台層 | 南行慢車 | ← 經第七大道往夫拉特布什大道-布魯克林學院 (第三大道-149街) → ← 平日經萊辛頓大道往夫拉特布什大道-布魯克林學院， 黃昏/週末往滾球綠地 (第三大道-149街) → |
| 月台層 | 側式月台 | |
| Ground | 街道層   | 出入口 |

此車站設有兩個側式月台和三條軌道。中央快車軌道作為5號線尖峰時段尖峰方向使用。車站西面，高架結構變寬，可再容納兩條軌道，亦為連往第三大道線的位置。這些軌道分支，往第三大道慢車軌道經威斯徹斯特大道，往第三大道快車軌道往南經卑爾根大道到卑爾根大道繞道。經過這些舊連接路的殘餘後，路線轉向西並經隧道前往第三大道-149街。由於此站鄰近隧道出口，它被路線以北的其餘車站更為接近地面。

## 外部連結
- nycsubway.org — Latin American Stories Artwork by George Crespo (2006) （页面存档备份，存于）
- Station Reporter — 2 Train
- Station Reporter — 5 Train
- The Subway Nut — Jackson Avenue Pictures （页面存档备份，存于）
- MTA's Arts For Transit — Jackson Avenue (IRT White Plains Road Line) （页面存档备份，存于）
- Jackson Avenue entrance from Google Maps Street View
- Platforms from Google Maps Street View